# Malmö recess (1524)

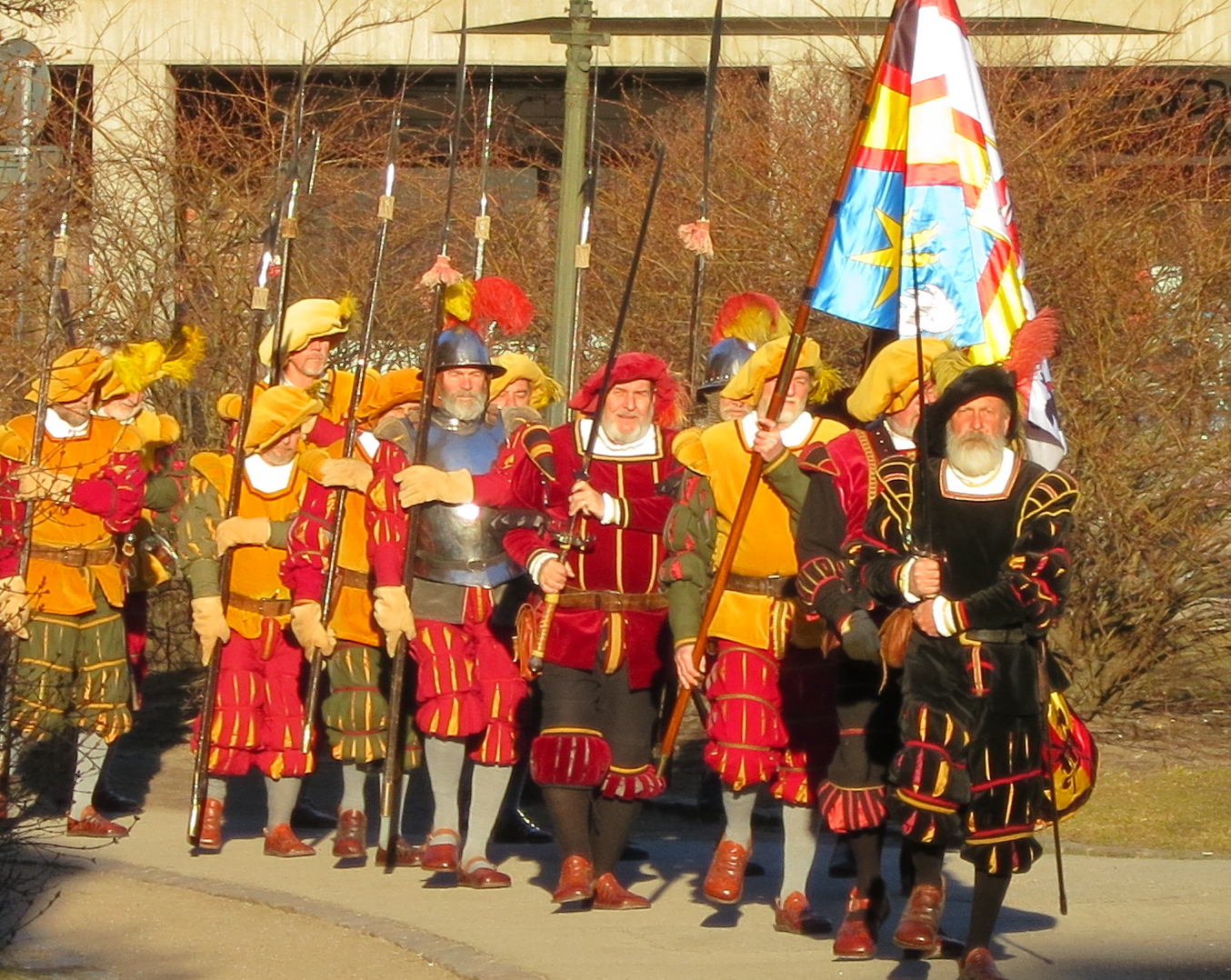
Malmöhusgardet i uniformer från tiden

Malmö recess kallas överenskommelsen mellan Sverige och Danmark 1 september 1524 i Malmö. Under medling av Hansans ombud blev överenskommelsen det formella slutet av Gustav Vasas befrielsekrig mot Danmark-Norge. Det bestämdes:
- att hansestäderna på ett möte i Lübeck vid midsommaren 1525 som skiljedomare skulle döma alla de frågor om vilka de båda kungarna tvistade
- att Sverige genast skulle återlämna Blekinge till Danmark, men behålla Bohuslän tills skiljedomen fallit
- att Gotland tills skiljedom fallit skulle tillhöra den som 1 september 1524 innehade Visby
- att alla ersättningsfrågor mellan de båda länderna skulle avgöras i detta möte
- att alla fångar på båda sidor genast skulle friges
- att alla fientligheter genast skulle ställas in
- att båda parter skulle hålla fred, vänskap, enighet och uppträda som goda grannar

Den som bröt denna förlikning, skulle plikta 100 000 gyllen, varav hälften skulle tillfalla motparten och hälften skiljedomarna. 
1532 hade en överenskommelse om Gotland fortfarande inte uppnåtts, så Bohuslän återlämnades till Danmark-Norge i utbyte mot 1 200 gyllen. 